# ゴ・ディン・トゥク
ピエール・マルティン・ゴ・ディン・トゥク (Pierre Martin Ngô Đình Thục, ベトナム語発音: [ŋo ɗîŋ̟ tʰùkp], クォックグー：Phêrô Máctinô Ngô Đình Thục、チュハン：吳廷俶、1897年10月6日 – 1984年12月13日) は、ベトナムのフエのローマ・カトリック大司教であったが、後に教皇座空位主義者の司教となった人物である。教皇座空位主義者となったことによりバチカンから破門されていたが、1984年に死去する前に和解したと言われている。トゥクは、ベトナム戦争までの数年間に渡り南ベトナムを統治していたゴ家の一員であった。また、彼はダラット大学の創設者でもあった。 今日では、さまざまな独立カトリックおよび教皇座空位主義者のグループが、自分たちの使徒継承はトゥクから派生したものだと主張している。
トゥクが第2バチカン公会議の第2回会期に出席するためにローマを訪れている間に、1963年ベトナム共和国の軍事クーデターが発生し、当時の南ベトナム大統領であった弟のゴ・ディン・ジエムが政権転覆の後に暗殺された。 したがってその後トゥクはベトナムに戻ることが叶わず、余生をイタリア、フランス、米国に亡命して過ごした。 亡命中、彼はカトリック聖伝主義運動に関与し、Palmarian Christian Churchおよび教皇座空位主義運動の多くの司教をバチカンの承認を得ずに聖別した。 その結果、彼は聖座により破門されたが、バチカンとは和解したと言われている。

## 経歴

### 幼少期および家族構成
ゴ・ディン・トゥクは1897年10月6日にフランス領インドシナのフエにて、ゴ・ディン・ハの生存した6人の男子のうちの第2子として、裕福なローマ・カトリックの家庭に生まれた。ゴ・ディン・ハは、フランス占領下のベトナムで阮朝の成泰帝に仕えるマンダリンであった。
トゥクの兄の Khôi は、フランス統制下のバオ・ダイ皇帝の政権下で総督およびマンダリンとして務めた。第二次世界大戦の終わりに、Khôi とトゥクの弟ジエムは日本軍に協力したとして逮捕された。ジエムは釈放されたが、その後 Khôi は1945年のベトナム八月革命の際にベトミンによって銃撃された(時々言われるように生き埋めになったわけではなかった)。トゥクの兄弟であるジエム、ヌーおよびカンは政治活動を積極的に行なった。François Xavier Nguyễn Văn Thuận 枢機卿 (1928–2002) はトゥクの甥である。

### 司祭職および初期の司教職
12 歳のとき、トゥクは An Ninh の小神学校に入学した。8年間の学習の後、フエの大神学校で哲学を学んだ。1925年12月20日に司祭に叙階された後、彼はローマで神学を学ぶ学生として選抜され、教皇庁立グレゴリアン大学で哲学、神学、教会法の3つの博士号を取得したと言われているが、これは大学の記録によって実証されていない。ソルボンヌ大学で短期間講義し、教師の資格を取得した後、1927 年にベトナムに帰国した。
1938年1月8日、教皇ピウス11世はベトナムのヴィンロンに使徒座代理区を創設し、最初の教皇代理としてトゥク（当時41歳）を個人的に選んだ。 同年5月4日、家族の立会いのもと、トゥクはインドシナ使徒座代表 (Apostolic Delegate) の Antonin Drapier 大司教および、共同奉献者であるサイゴン使徒座代理の Isidore-Marie-Joseph Dumortier, M.E.P. 司教、ブイチュ教区使徒座代理の Dominique Maria Hồ Ngọc Cẩn 司教により司教に聖別された。
1950年、ジエムおよびトゥクは、バチカンでの聖年祝典のためにローマ旅行の許可を申請していたが、その代わりに日本に渡航し、権力掌握の支持を得るために王子のクォン・デに働きかけた。 彼らは、米国政府の学術コンサルタントであった Wesley Fishel に面会した。  Fishel はアジアにおける反植民地主義、反共産主義の第三勢力主義の支持者であり、ジエムに感銘を受けた。 彼は兄弟らが支援を求めるために米国で連絡先や集会を組織するのを手伝った。
1950年代初頭の朝鮮戦争およびマッカーシズムの勃発により、ベトナムの反共産主義者は米国での人気商材となった。 ジエムおよびトゥクは国務省でジェームズ・ウェッブ国務長官代理のレセプションを受け、トゥクは多くを語った。 また、当時最も政治的に影響力のあった聖職者フランシス・スペルマン枢機卿とのつながりを築き、スペルマンはジエムの最も強力な擁護者の一人となった。 その後、ジエムは兄トゥクの助けでローマで教皇ピウス12世に謁見し、その後メリノール宣教会の客人として米国に定住した。 スペルマンはジエムが米国の右翼やカトリック教徒の間で支持を集めるのを助けた。トゥクは弟ジエムよりも温厚かつ多弁で社交的であると見られており、将来の政権に大きな影響力を持つであろうことが広く認められていた。ベトナムにおけるフランスの力が低下するにつれ、トゥクが成育に貢献したアメリカでのジエムの支持が彼の株を上昇させた。バオ・ダイはジエムの人脈が海外からの資金援助を確保できると考え、ジエムをベトナム国の首相に任命した。

### ジエムの統治
1955年10月、ジエムはヌーが企画した不正な国民投票でバオ・ダイを追放し、新たに布告されたベトナム共和国の大統領になると宣言した。その後、ベトナムは、仏教徒が多勢を占める国であるにもかかわらず、熱心的なローマ・カトリック教徒であったゴ家に権力を集中させた。ゴ家の権力は秘密警察と政治的・宗教的反対者の投獄と拷問によって強化され、またゴ家による政策およびその施行は宗教的緊張を煽った。政府は、土地の配分、ビジネス上の優遇措置、税制上の優遇措置だけでなく、公務員や軍人の昇進においてもカトリック教徒を優遇していた。同国で最も強力な宗教指導者であったトゥクは、サイゴンのビジネスマンに「カトリック教会への自発的な寄付」を要請することを許可されており、それは「納税通知書」に准えられていた。トゥクはまた、その立場を利用して、カトリック教会のために農場、企業、都市不動産、賃貸不動産、ゴム農園を買収した。 彼はまた、ベトナム共和国陸軍の隊員を動員して木材加工や建設のプロジェクトに取り組ませた。
1960年11月24日、トゥクはヨハネ23世によってフエの大司教に任命された。

### 仏教徒による動乱およびジエムの失脚
I1963年5月、フエの中心都市では、政府がトゥクの要請に応じて、ゴータマ・ブッダの誕生を記念するウェーサクの祝典で仏教徒がその旗を掲揚することを禁止した。この措置は、政府のものではない旗の掲揚を禁止する条例を適応したものであった。数日前、カトリック教徒はトゥクの司教聖別25周年を祝うために旗を掲揚するよう奨励されていたが、ジエム政府はより重要な旗であるからとしてベトナム国旗を掲揚するよう命じた。政府の資金がトゥクの記念式典の費用に使われ、仏教徒の拠点であるフエの住民もこれに供する寄付を強制された。 こうした二重基準の認識が、政府に対する仏教徒の抗議活動を引き起こした。 仏教徒側の指導者 Thích Trí Quang  は、仏教旗掲揚の自由、仏教徒とカトリック教徒の宗教的平等、犠牲者の家族への補償、恣意的逮捕の停止、当局の責任者の処罰などを要求する5箇条の「僧侶による宣言 ("manifesto of the monks")」を宣言した。抗議活動は、ベトコンが仕掛けたと言われる爆弾により民間人9人が死亡し、終結した。 アメリカのベトナム介入を支持し、それに反対したジエムに反対していたアメリカ人ジャーナリストらは、軍とトゥク大司教さえもが彼らの死の原因であると非難した。その後、ゴの軍隊は全国の仏教塔に侵入した。 同時進行の軍事作戦、ARVN の共産主義打倒の決意を宣言する横断幕の設置、そして仏教徒へのベトコンの浸透を示すと称して改ざんされたプロパガンダ写真は、その行動が長い間計画されていたことを示唆していた。機密性を維持するために、特殊な印刷機が襲撃のわずか数時間前にプロパガンダ資料を作成していたのである。
ジエムは1963年11月2日に失脚し、ヌーとともに暗殺された。ゴ・ディン・カンは死刑判決を受け、1964年に処刑された。6人の兄弟のうち、ベトナムの政変を生き延びたのはトゥクおよびルインだけだった。 最年少のルインはロンドンで在英大使を務めており、トゥクは第2バチカン公会議のためにローマに召集されていた。このクーデターのため、トゥクは第2バチカン公会議（1962-1965）の開催期間中はローマに留まった。彼は公会議の声明に反対した司教の一人であった。

### 亡命の開始
第2バチカン公会議の閉会後、アメリカ、ベトナム、バチカンなどの関係政府は、いずれもトゥクのベトナム帰国に同意しなかった。
トゥク自身によれば、アメリカ人は南ベトナム政府に対し、彼の帰国許可を拒否するよう強制し、教皇パウロ6世は、トゥクがその地位に復帰できないことを利用して辞任させ、後任としてパウロ6世のお気に入りの1人である Philippe Nguyễn Kim Điền 司教を任命したとのことである。
トゥクはローマで亡命生活を開始した。

### 司教聖別と教皇座空位主義の宣言
トゥクが以前スイスの Ecône で知り合ったスイス人の Maurice Revaz 神父は、元はカトリック・スイス管区のシオン教区長であり、当時は聖伝派の聖ピオ十世会（SSPX）の Ecône の神学校で教会法の教授であった人物であったが、彼がトゥクを訪ねてきて、聖母マリアが彼に奉仕するよう望んでいると言って、スペインに行くよう誘った。マルセル・ルフェーブル大司教の勧めにより (トゥクは、ルフェーブルと同様、第2バチカン公会議の声明に反対していた)。1976年1月1日、スペインのエル・パルマル・デ・トロヤにて、トゥクは聖母の出現を繰り返し目撃したと主張していたClemente Domínguez y Gómez らを司祭に叙階し、1976年1月11日、Domínguez 他4名を司教に聖別した。トゥクは当時、思いつきでエル・パルマル・デ・トロヤに赴いたと述べていたが、現代の情報源によると、1968年から定期的に訪れていたことが判明している。
1981年5月7日、トゥクは独立司祭であったミシェル＝ルイ・ゲラール・デ・ローリエを司教に聖別した。デ・ローリエはドミニコ会の神学者であり、聖母被昇天の教義の専門家であり、教皇ピウス12世の顧問でもあった。10月17日、トクは2人のメキシコ人聖職者聖職者で元神学校教授のMoisés Carmona および Adolfo Zamora を司教に聖別した。Carmona および Zamora は Unión Católica Trento (Tridentine Catholic Union) を結成した司祭の一人であった。
3月21日、Laetare の主日、ミュンヘンのザンクト・ミヒャエル (Sankt Michael ) 教会での司教荘厳ミサの中で、トゥクはこれを公に宣言した。
1981年にトゥーロンで教皇座空位主義者を司教に聖別したこと、および、トゥク自身の教皇座空位主義者としての宣言に伴い、バチカンは再びトゥクを事実上(ipso facto ) 破門したと宣言した。
トゥクが聖別した司教たちは、その後は統一的な構成および組織を形成せず、千々に分裂したグループとなった。彼らの活動は概ね秘蹟の執行に限定され、各種の教皇座空位主義者の司祭やグループのために、数名の司教を聖別しただけであった。
1982年にトゥクは以下のように宣言した。
| 「 | 私がローマ・カトリック教会の司教である限り、ローマ・カトリック教会の教皇座は空席であると判断する。ローマ・カトリック教会が魂の救済のための使命において存続するよう、司教として必要なあらゆることを行う義務がある。 ("in so far as I am a bishop of the Roman Catholic Church, I judge that the Chair of the Roman Catholic Church is vacant; and it behooves me, as bishop, to do all that is needed so that the Roman Catholic Church will endure in its mission for the salvation of souls.") | 」 |

1983年、トゥクは、アメリカのフランシスコ会の元宣教師司祭で、後に教皇座空位主義者の司教となった Louis Vezelis 司教の招待により、米国に向けて出発した。Vezelis はアメリカの教皇座空位主義者 George J. Musey 司教（Carmona により1982年に司教聖別）および、共同奉献者 Carmona および Zamora（共にメキシコの教皇座空位主義者の司教であり、トゥクにより1981年10月17日に司教聖別）によって司教に聖別された。 トゥクは、米国ニューヨーク州ロチェスターの神学校の運営において Vezelis と協力した。

### 和解および死
トゥクは、フエおよびサイゴン時代からの古い友人や知人を含む、駐在員や難民のベトナム人コミュニティからますます求められるようになった。彼らはトゥクの教皇座空位主義からの脱却を促進し、最終的にトゥクは1984年にカトリック教会の管轄下に戻った。
デ・ローリエは次のように書いている:
| 「 | 1984年7月にトゥク師が自由意思を持って署名したとされる、彼（トゥク師）のヨハネ・パウロ2世への服従を綴った文書には、"勧告 "が付されていた。この勧告は、1981年にトゥク師によって聖別された3人の司教（私もその一人である）に宛てたもので、3人の司教にトゥク師の足跡をたどり、ヨハネ・パウロ2世に服従するよう促している。もしトゥク大司教が本当にそのような感情を持たれていて、なおかつプレッシャーにさらされていなかったのであれば、自ら私にそう言われたであろう。しかし、事実、トゥク師は私が送った手紙に返事を書かれなかったし、手紙を受け取られたかどうかもわからない。たとえ率直でなかったとしても、トゥク師は十分に鋭敏であったので、彼から直接来る勧告は私に感銘を与えただろうが、ローマの公式の仲介から来る勧告は私の目には滑稽であるとしか映らないことを知ることができたことを付け加えておこう！ このヴォイティワ（ヨハネ・パウロ2世）経由の勧告（トゥク大司教は彼をパウロ6世以上に嫌悪していた！）、ラッツィンガーの作品であるこの勧告は、宇宙的な虚偽の臭いがする。 ("The document spelling out his [Thục's] submission to JP-2 [John Paul II], and said to be signed freely by Mgr. Thuc in July of 1984, was followed by an "exhortation." This exhortation was addressed to the three bishops (of which I am one) consecrated in 1981 by Mgr. Thuc urging the three bishops to follow in the footsteps of Mgr. Thuc and submit to JP-2. Now if Mgr. Thuc really had such sentiments and was not under pressure, he would have told me so himself. But, the fact is that Mgr. Thuc did not respond to the letter which I sent to him at this time and I still don't know if he received it. Let me add that Mgr. Thuc, even if less than candid, was sufficiently perspicacious to be capable of knowing that an exhortation coming directly from him would impress me, while one coming from the mediation of official Rome could not in my eyes appear other than ridiculous! This exhortation "via Wojtyla [John Paul II]" (who Mgr. Thuc abhorred even more than Paul VI if such is possible!) was a joke! The production of Ratzinger, this exhortation smells of cosmic falsity - and this because it emanates from hell. It is signed "pseudo- Thuc" or by the "ectoplasm of Thuc" - every aspect of Thuc but the real Thuc.") | 」 |

一部の教皇座空位主義者らは、トゥクの聖座との和解が虚偽であったと主張しており、トゥクが Vezelis 司教のフランシスコ修道院を出たとき、ベトナムの聖職者に誘拐もしくは拉致され、連行先のミズーリで死亡したという説まで展開している。

## 関連文献
- Borthwick, Mark (1998). Pacific Century: The Emergence of Modern Pacific Asia. Westview Press. ISBN 0-8133-3471-3
- Buttinger, Joseph (1967). Vietnam: A Dragon Embattled. Praeger Publishers
- Fall, Bernard B. (1963). The Two Viet-Nams. Praeger Publishers
- Halberstam, David; Singal, Daniel J. (2008). The Making of a Quagmire: America and Vietnam during the Kennedy Era. Lanham, Maryland: Rowman & Littlefield. ISBN 978-0-7425-6007-9
- Langguth, A. J. (2000). Our Vietnam: the war, 1954–1975. New York City: Simon & Schuster. ISBN 0-684-81202-9
- Luz, Frédéric (1995). Le Soufre et l'Encens: enquête sur les eglises parallèles et les évêques dissidents. Claire Vigne. ISBN 9782841930210
- Sheehan, Neil (1989). A Bright Shining Lie. New York City: Vintage Books. ISBN 978-0-679-72414-8
- Warner, Denis (1964). The Last Confucian: Vietnam, South-East Asia, and the West. Sydney: Angus and Robertson
- In Memoriam: Archbishop Ngô Đình Thục at the Wayback Machine (archived March 5, 2008) by Bishop Michel-Louis Guérard des Lauriers, O.P.
- Declaration of sedevacantism of Archbishop Ngô Đình Thục
- PDF Document of Einsicht, 1982; includes photographic documentation on many of Archbishop Thục's consecrations